# Abadía de Lorsch
La abadía imperial de Lorsch (en alemán: Reichsabtei Lorsch; en latín: Laureshamense Monasterium, también llamada Laurissa y Lauresham), en Lorsch, a 10 kilómetros al este de Worms, en el distrito de Bergstraße, estado federado de Hesse (Alemania).
Fue uno de los más famosos monasterios del Imperio carolingio. En la actualidad se encuentra en ruinas, sus restos figuran entre los edificios prerrománicos más importantes de Alemania. En el año 1991 las ruinas de la abadía fueron declaradas Patrimonio de la Humanidad por la Unesco.
Su crónica, anotada en el Códice de Lorsch desde 1170 (en la actualidad en el archivo estatal de Wurzburgo), es un documento fundamental para la Baja Edad Media alemana. Otro famoso documento de la biblioteca monástica es el Codex Aureus de Lorsch. 

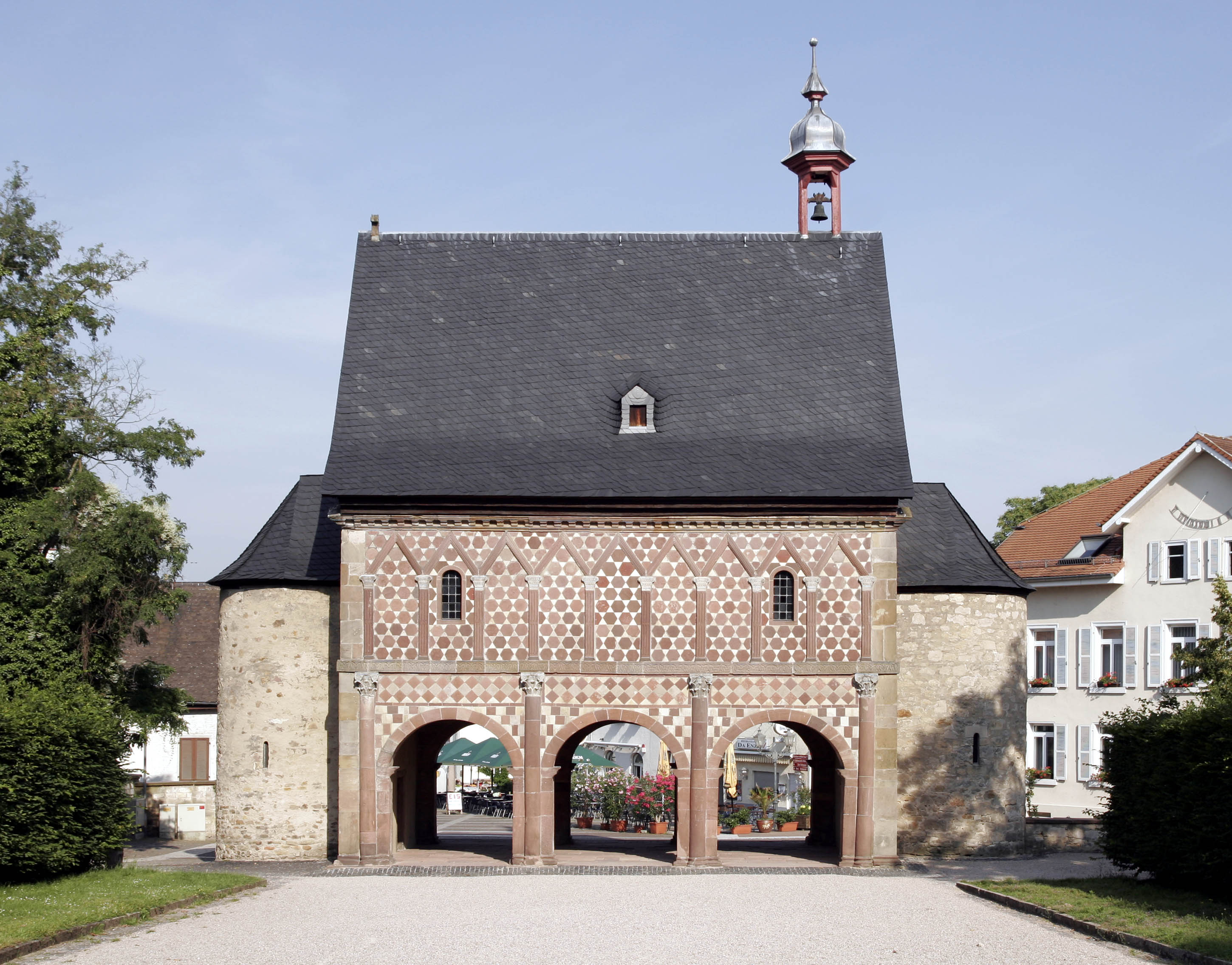
El pórtico desde el oriente.

## Historia
La abadía fue fundada en 764 por el conde franco Cancor y su madre viuda Williswinda como una iglesia propia (ecclessia propria) y monasterio en sus dominios, Laurissa. Confiaron su gobierno al sobrino de Cancor, Crodegango, arzobispo de Metz, quien dedicó la iglesia y el monasterio a san Pedro y se convirtió en el primer abad. Sus beatos fundadores enriquecieron la nueva abadía mediante donaciones. En 766 Crodegango renunció al cargo de abad por sus importantes deberes como arzobispo de Metz y envió a Lorsch a su hermano Gundeland como su sucesor junto con catorce monjes benedictinos. Para hacer la abadía popular como santuario y lugar de peregrinaje, Crodegango obtuvo del papa Paulo I el cuerpo de san Nazario, martirizado en Roma con tres compañeros durante el reinado de Diocleciano. El 11 de julio de 765, llegó la sagrada reliquia y fue depositada con gran solemnidad en la basílica del monasterio. La abadía y la basílica fueron renombradas en honor a san Nazario. 
La iglesia principal de San Pedro, San Pablo y San Nazario fue consagrada por el arzobispo de Maguncia en 774, en presencia de Carlomagno. Se propagó que muchos milagros sucedieron por la intercesión de san Nazario de Lorsch, y de todas partes de Europa llegaron gran número de peregrinos para visitar el santuario. En el curso de nueve siglos, la biblioteca y el escritorio de Lorsch llegaron a ser uno de los centros culturales de Alemania. Cuatro catálogos del siglo IX demuestran que fue rica en textos clásicos y cristianos. Papas y emperadores favorecieron repetidamente la abadía con privilegios y patrimonio que iba desde los Alpes al mar del Norte, esto hizo que en poco tiempo la abadía no solo fuese inmensamente rica, sino que tuviese una gran influencia política. La abadía fue nombrada reichsabtei (un principado soberano sujeto directa y únicamente al emperador). La posición de la abadía fue tan elevada que dos reyes carolingios, Luis el Germánico y Luis el Joven, fueron enterrados allí. 

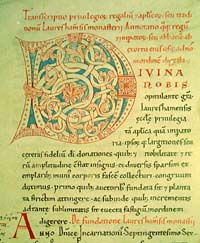
Primera página del Códice de Lorsch.

Al disfrutar la abadía de los derechos de un Estado, empezó a involucrarse en enemistades locales y numerosas guerras. Después de cuarenta y seis abades de la orden benedictina que habían gobernado la abadía, Conrad, el último de los abades fue depuesto por el papa Gregorio IX, y por la influencia del emperador Federico II, Lorsch pasó a manos del arzobispo de Maguncia en 1232, terminando el gran periodo cultural y de política independiente de la abadía de Lorsch.
En 1248, los monjes mostenses se hicieron cargo del monasterio con la aprobación del papa Celestino IV y permanecieron allí hasta 1556, cuando Lorsch y los alrededores pasaron a los príncipes luteranos y calvinistas. El príncipe elector del Palatinado, Otón Enrique, trasladó el contenido de la biblioteca a Heidelberg, formando la famosa Bibliotheca Palatina, justamente antes de la disolución de Lorsch en 1557/1563. Los religiosos que permanecían habitando en la abadía recibieron una pensión y fueron expulsados. En 1623, después de la conquista de Heidelberg, Maximiliano elector de Baviera entregó la espléndida biblioteca, con 196 manuscritos, al papa Gregorio XV. Leone Allacci fue enviado para controlar el traslado a Roma, donde fueron incorporados a la Biblioteca Vaticana.
Durante la guerra de los Treinta Años Lorsch y sus alrededores sufrieron mucho. En 1621 la mayoría de los edificios de Lorsch fueron derribados. Después el arzobispado de Maguncia recuperó su posesión y la región retornó a la facción católica. El más lúgubre periodo para Lorsch fue durante las guerras de Luis XIV de Francia entre 1679 y 1697. Pueblos enteros fueron convertidos en ruinas, los hogares de los campesinos fueron destruidos por el fuego, y los soldados franceses incendiaron los viejos edificios de la abadía. Una parte que quedó intacta y sirvió como almacén de tabaco en los años anteriores a la Primera Guerra Mundial. El antiguo pórtico real, el Königshalle, construido en el siglo IX por el emperador Luis III el Ciego, es el más antiguo y probablemente más bello monumento de la arquitectura carolingia.